# Gabriel Rodrigues dos Santos
Gabriel Rodrigues dos Santos, conosciuto come Gabriel (San Paolo, 5 giugno 1981), è un ex calciatore brasiliano, di ruolo difensore.

## Carriera

### Club
La sua carriera è principalmente improntata nel suo paese nativo, salvo una parentesi nella Primera División con il Málaga nel 2006, squadra che alla fine della stagione retrocede nella Liga Adelante; per questo motivo torna in Brasile, al Cruzeiro in prestito, per poi firmare nel 2007 con la Fluminense. Si tratta di un ritorno, visto che aveva già giocato con essa nel 2005. Con la squadra di Rio de Janeiro, arriva a giocare la finale della Copa Libertadores 2008, perdendola contro l'LDU di Quito.
Il 17 luglio 2008 passa ufficialmente al Panathīnaïkos.

### Nazionale
Ha giocato una sola partita con la maglia della nazionale di calcio brasiliana, il 27 aprile 2005 contro il Guatemala (3-0 per la Seleção).

## Statistiche

### Cronologia presenze e reti in Nazionale
| Cronologia completa delle presenze e delle reti in nazionale ― Brasile | Cronologia completa delle presenze e delle reti in nazionale ― Brasile | Cronologia completa delle presenze e delle reti in nazionale ― Brasile | Cronologia completa delle presenze e delle reti in nazionale ― Brasile | Cronologia completa delle presenze e delle reti in nazionale ― Brasile | Cronologia completa delle presenze e delle reti in nazionale ― Brasile | Cronologia completa delle presenze e delle reti in nazionale ― Brasile | Cronologia completa delle presenze e delle reti in nazionale ― Brasile |
| Data                                                                   | Città                                                                  | In casa                                                                | Risultato                                                              | Ospiti                                                                 | Competizione                                                           | Reti                                                                   | Note                                                                   |
| ---------------------------------------------------------------------- | ---------------------------------------------------------------------- | ---------------------------------------------------------------------- | ---------------------------------------------------------------------- | ---------------------------------------------------------------------- | ---------------------------------------------------------------------- | ---------------------------------------------------------------------- | ---------------------------------------------------------------------- |
| 27/04/05                                                               | San Paolo del Brasile                                                  | Brasile                                                                | 3 – 0                                                                  | Guatemala                                                              | Amichevole                                                             | -                                                                      |                                                                        |
| Totale                                                                 |                                                                        | Presenze                                                               | 1                                                                      |                                                                        | Reti                                                                   | 0                                                                      |                                                                        |

## Palmarès

### Club

#### Competizioni statali
- Supercampeonato Paulista: 1

San Paolo: 2002
- Campionato Carioca: 1

Fluminense: 2005

#### Competizioni nazionali
- Torneo Rio-San Paolo: 1

San Paolo: 2001
- Campionato greco: 1

Panathinaikos: 2009-2010
- Coppa di Grecia: 1

Panathinaikos: 2009-2010